# مایک منتزر
مایک منتزر (انگلیسی: Mike Mentzer; ۱۵ نوامبر ۱۹۵۱ – ۱۰ ژوئن ۲۰۰۱) بدنساز حرفه‌ای، تاجر، نویسنده و فیلسوف اهل ایالات متحده آمریکا بود.
او خالق سیستم تمرینی heavy duty است.
منتزر که در فیلادلفیا، پنسیلوانیا متولد شد، بدنسازی را از ۱۱ سالگی شروع کرد. او قبل از تبدیل شدن به حرفه ای در سال ۱۹۷۹ در چندین مسابقه بدنسازی آماتور برنده شد، از جمله عنوان مستر آمریکا در سال ۱۹۷۶ و بخش سنگین‌وزن
IFBB Mr. Universe در سال ۱۹۷۸. در اواخر سال ۱۹۷۹، او در کلاس سنگین‌وزن مستر المپیا قهرمان شد، اما در مجموع به فرانک زین شکست خورد. در مستر المپیا در سال ۱۹۸۰ او در تساوی با بویر کو پس از آرنولد شوارتزنگر، کریس دیکرسون و فرانک زین چهارم شد. منتزر تحت تأثیر مفاهیم توسعه یافته توسط آرتور جونز، نظریه بدنسازی خود را ابداع و با موفقیت اجرا کرد. یکی از نمادین‌ترین بدنسازان تمام دوران، برنامه تمرینات سنگین او هنوز تا به امروز الهام‌بخش ورزشکاران است. در سال ۲۰۰۲، او به تالار مشاهیر IFBB معرفی شد.